# Polydoros (Sohn des Hippomedon)
Polydoros (altgriechisch Πολύδωρος Polýdōros, lateinisch Polydorus), Sohn des Hippomedon und Enkel des Aristomachos aus Argos, die zu den Sieben gegen Theben gehörten, ist einer der Epigonen, die nach zehn Jahren den Krieg gegen Theben erneuerten und die Stadt zerstörten.